# キャンドル (曲)
「キャンドル」は、doaの6枚目のシングル。

## 内容
2枚目のアルバム『CANDLE』の先行シングル。CTC「MU-GEN」10月度オープニングテーマ、テレビ東京系「JAPAN COUNTDOWN」11月度オープニングテーマである。

## 収録曲
全作曲・編曲：徳永暁人
1. キャンドル
作詞：大田紳一郎
2. Fear
作詞：大田紳一郎
3. till she says Okay
作詞：吉本大樹